# Boksze Stare
Boksze Stare (lit. Senieji Bokšiai) – wieś w Polsce położona w województwie podlaskim, w powiecie sejneńskim, w gminie Puńsk.
W latach 1975–1998 miejscowość administracyjnie należała do województwa suwalskiego.

## Historia
Pierwsze wzmianki o wsi pochodzą z inwentarza dóbr leśnictwa z 1639. Nazwa wsi pochodzi od nazwiska Bokszewiczów, znanych w Litwie od I połowy XVI wieku.   Wieś, położona na południowo-zachodnim brzegu jeziora Sejwy Czarne (obecnie Boksze), liczyła wówczas siedem włók, a mieszkało w niej ośmiu osoczników uposażonych w półwłókowe gospodarstwa. Ponadto otrzymali 2 włóki ziemi, z których płacili czynsz roczny w wysokości 2 kop groszy litewskich. Zadaniem osoczników była ochrona puszczy merecko-przełomsko-perstuńskiej przed dalszą kolonizacją i niszczeniem ostępów leśnych i bezprawnym pozyskiwaniem drewna i bogactw leśnych.
Jednym z mieszkańców był Moris Rosenfeld – autor „Songs of Labor”, czyli pieśni pracy i innych wierszy, który urodził się jako Mosze Jakub Ałter w 1862 w rodzinie żydowskiego rybaka we wsi Boksze (jid. Bolshein). 
Słownik geograficzny Królestwa Polskiego z roku 1880 wymienia dwie wsie przyległe, Boksze Stare i Nowe. Pierwsza wieś liczyła w roku 1880, 198 mieszkańców, druga 162.
Z obszaru dawnej wsi Boksze wyodrębniły się w przestrzeni XIX i XX wieku  miejscowości: Boksze Stare (na południowo-zachodnim brzegu), Boksze Nowe i Boksze-Osada (dawniej Ustronie Ruskie i Polskie).